# Suore di Sant'Agnese
Le suore di Sant'Agnese (in inglese Sisters of Saint Agnes) sono un istituto religioso femminile di diritto pontificio: le suore di questa congregazione pospongono al loro nome la sigla C.S.A.

## Storia

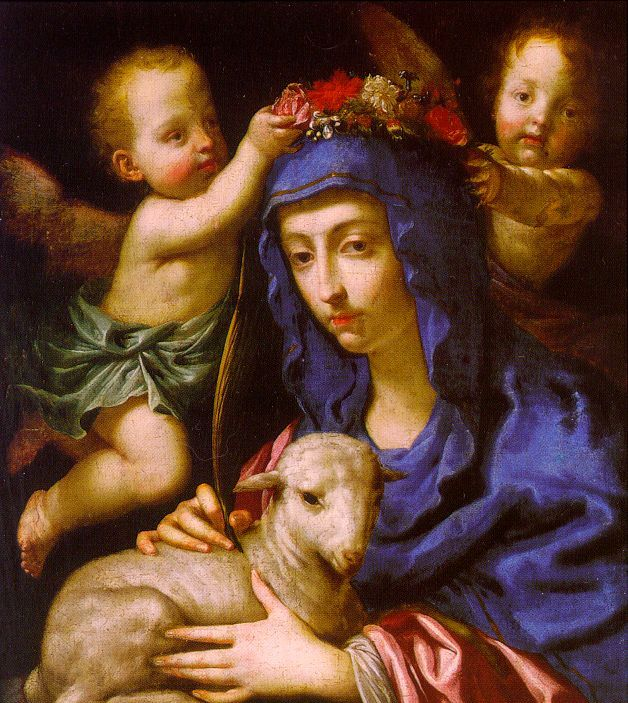
Sant'Agnese, titolare della congregazione

La congregazione venne fondata a Barton, nel Wisconsin, dal sacerdote Caspar Rehrl (1809-1881): dopo aver cercato inutilmente di far giungere dall'Europa religiose insegnanti per le scuole parrocchiali della regione, dietro suggerimento di papa Pio IX decise di istituire a una nuova congregazione intitolata a sant'Agnese.
L'istituto ebbe inizio il 12 agosto 1858 e nel 1863 entrò tra le religiose della congregazione Anne Marie Hazotte, che fu la prima superiora generale delle suore di Sant'Agnese e ne è considerata la cofondatrice. Il vescovo di Milwaukee approvò la congregazione il 23 luglio 1870.
L'istituto ricevette il pontificio decreto di lode il 26 febbraio 1875 e le sue costituzioni vennero approvate definitivamente dalla Santa Sede l'11 luglio 1880.
Negli anni successivi la casa madre venne trasferita a Fond du Lac, dove nel 1896 le suore fondarono anche un ospedale; nel 1945 iniziarono ad affiancare i missionari cappuccini in Nicaragua e nel 1963 stabilirono case anche in Ecuador.

## Attività e diffusione
Le suore di Sant'Agnese operano in ospedali e scuole (high school e college).
Oltre che negli Stati Uniti d'America, sono presenti in Honduras e in Nicaragua; la sede generalizia è a Fond du Lac, nel Wisconsin.
Alla fine del 2008 la congregazione contava 279 religiose in 119 case.